# Déšť

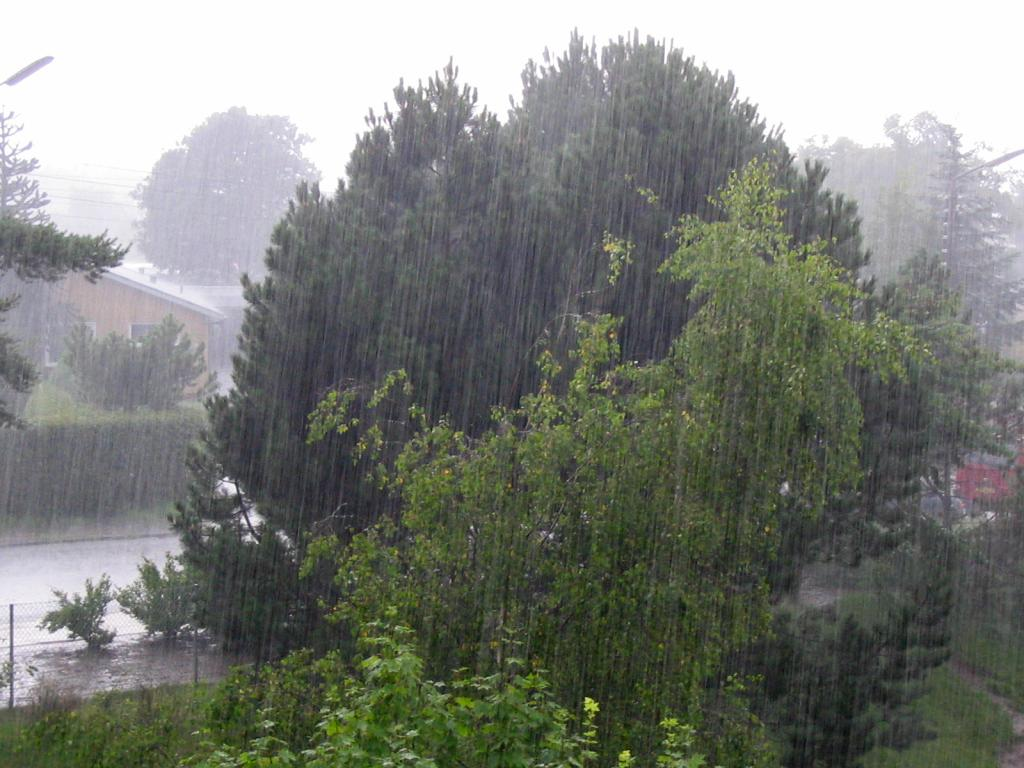
Déšť

Déšť je přírodní jev tvořený kapkami vody padajícími z oblaků na zemský povrch. V meteorologii se řadí mezi kapalné vertikální srážky a obecněji pod hydrometeory.
Kapky deště se tvoří na kondenzačních jádrech za vlivu povrchového napětí. Déšť je tvořen především kapkami o průměru větším než 0,5 mm, srážky tvořené menšími kapkami se nazývají mrholení. Ojedinělé vypadávání dešťových kapek se lidově označuje jako krápání.

## Dešťová kapka

Dešťové kapky: jejich tvary a velikosti

Vodní kapky mají vlivem povrchového napětí vody kulovitý tvar, který je však se vzrůstající velikostí a rychlostí proudícím vzduchem rostoucí měrou deformován. Velké kapky jsou proto odspodu ploché nebo dokonce lehce duté. V animovaných filmech a na dětských kresbách jsou kapky kresleny s ostrou špičkou (kapkovitý tvar), což je nepřesně odpozorovaný tvar odkapávající kapky trvající zlomek sekundy. Tvar padající kapky lze zachytit fotografickou technikou, ale kvůli rychlosti a malé velikosti není pro člověka přímo pozorovatelný.
Dešťové kapky mají průměr mezi 0,5 a 7 mm. Nejčastěji ale z oblaků vypadávají kapky o velikosti 1 až 2 mm. Největší dešťové kapky na Zemi byly zaznamenány nad Brazílií a Marshallovými ostrovy v roce 2004, když některé z nich dosahovaly průměru až 10 milimetrů.

## Meteorologické vlastnosti deště

### Měření dešťových srážek

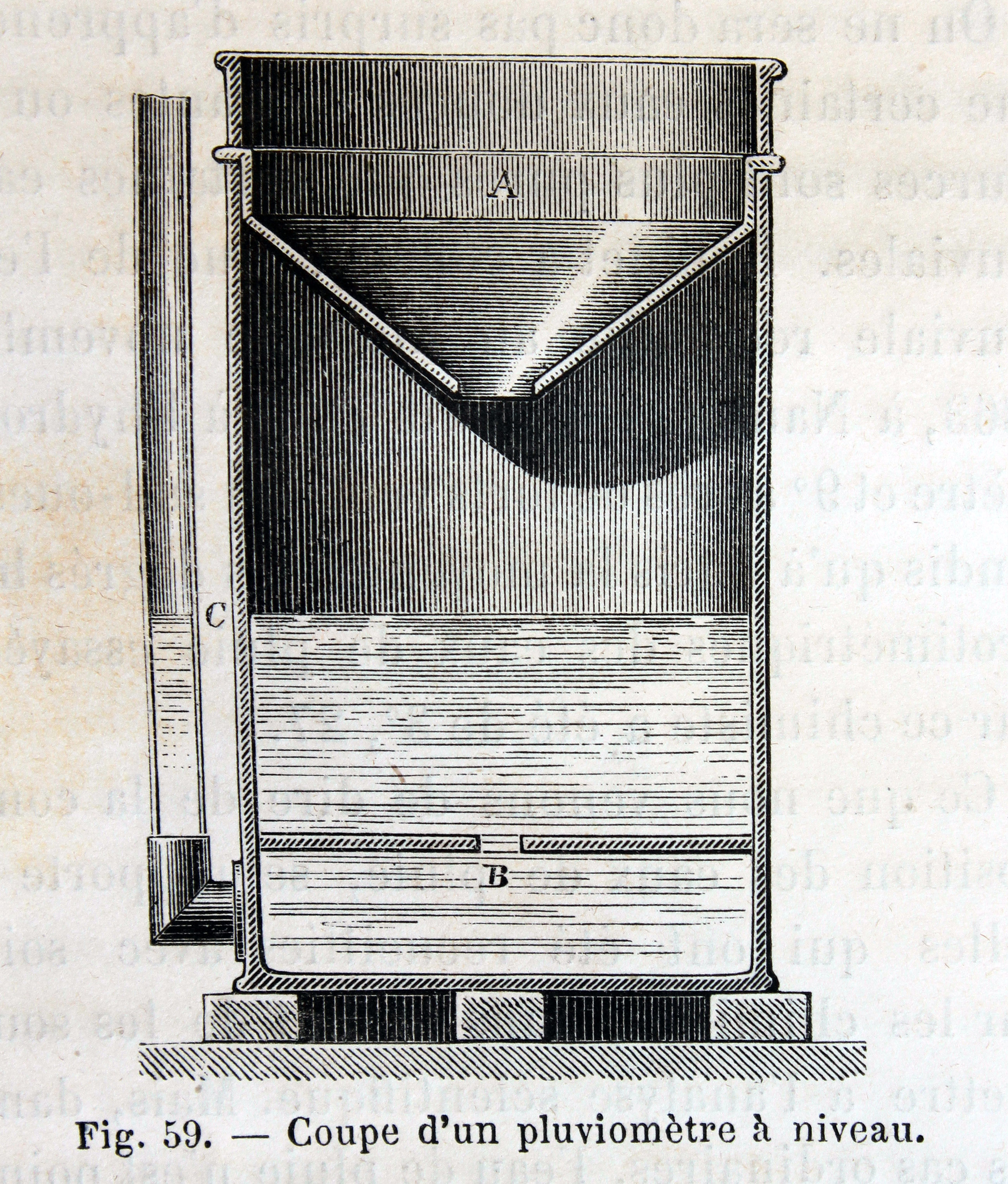
Řez srážkoměrem

Dešťové srážky vykazují značnou proměnlivost v čase a prostoru. K odhadu úhrnu a intenzity dešťových srážek na větším území se používají pozemní měřicí přístroje (srážkoměry, ombrografy), a Meteorologický radar. Aktuální mapy srážkového pole pro území ČR za posledních 24 hodin jsou k dispozici na stránkách Hlásné a předpovědní povodňové služby ČHMÚ.
Množství dešťových srážek se měří srážkoměry (lidově „dešťoměry“), kterých existuje více typů – Hellmanův neboli sifonový srážkoměr, kapacitní srážkoměr, člunkový (lidově „překlopný“) srážkoměr, váhový srážkoměr, vodní kolo, počítač vodních kapek („drop counter“) aj. Množství se uvádí v milimetrech, které udávají výšku vodního sloupce, tedy zjednodušeně řečeno, o kolik milimetrů zvýšily spadlé srážky hladinu vody v nezakryté nádobě (plocha není určující). Jednotka mm odpovídá l/m², protože vrstvička vody vysoká 1 milimetr odpovídá na ploše 1 čtverečního metru množství 1 litru vody.

### Úhrn a intenzita (dešťových) srážek

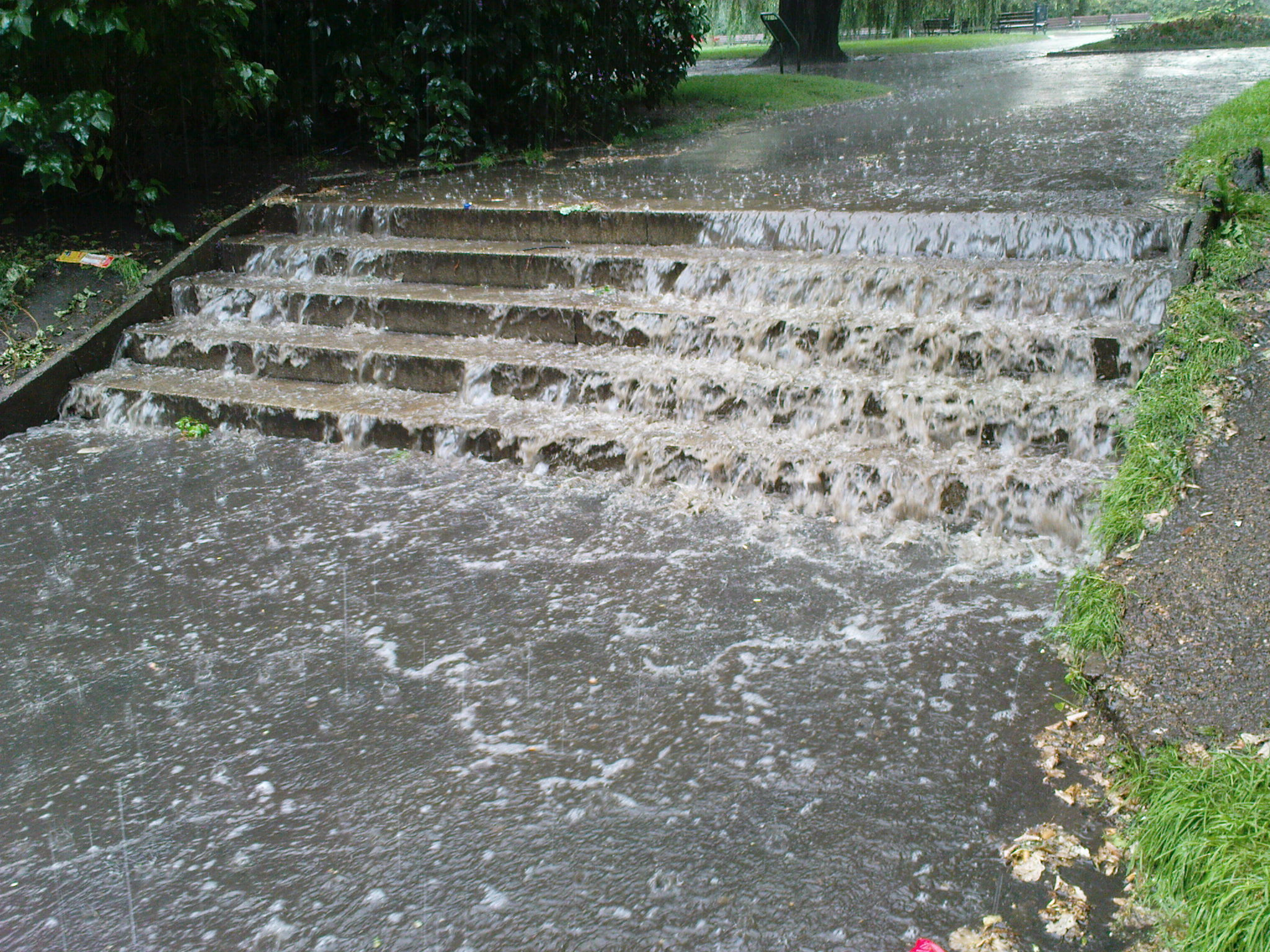
Přívalový déšť je vedle rychlého tání sněhu jednou z možných příčin bleskové povodně

Úhrn dešťových srážek H je široce sledovaná integrální veličina a udává přírůstek výšky vody v mm v nádobě o konstantním průřezu, vystavené dešti, za definovaný časový interval, typicky 24 hodin, někdy za 12 nebo 6 hodin.
Intenzita srážek R je pak časová derivace časového chodu úhrnu srážek, tedy R = dH/dt, zažitou jednotkou je mm/h. Typická hodnota intenzity srážek je pro trvalý déšť 1 až 5 mm/h, při přeháňce 20 mm/h, extrémně a výjimečně i přes 100 mm/h. Většinou platí, že čím je intenzita srážek větší, tím je trvání dešťové události kratší. V praxi se intenzita srážek počítá jako podíl přírůstku úhrnu srážek za např. 5 minut, mluvíme pak o průměrné pětiminutové intenzitě srážek, při výpočtu např. útlumu radiových vln deštěm se používá ideálně desetivteřinová průměrná intenzita srážek.

### Spektrum dešťových kapek
Spektrum dešťových kapek charakterizuje déšť podle velikosti kapek. Charakteristika udává, jak jsou početné různé velikosti kapek v jednom konkrétním dešti a v jednom okamžiku, zpravidla se ale spektrum průměruje po minutách.
Spektrum dešťových kapek N(D) (anglicky DSD – Drop Size Distribution) je funkce ekvivalentního průměru kapek D, když součin N(D) dD udává počet kapek o velikosti D až D+dD v jednotce objemu (dD je diferenciál průměru kapek, v praxi se nahrazuje změnou průměru kapky, typicky např. dD ~ 0,2 mm). Jako rozměr spektra kapek se používá cm−4 nebo mm−1m−3. Nejjednodušším analytickým modelem spektra kapek je dvouparametrový model exponenciální N(D) = No e−λD. Pro průměrný déšť se často používá Marshall-Palmerova parametrizace parametru λ v právě zmíněném exponenciálním modelu, kde je parametr λ udáván jako funkce intenzity srážek R [mm/h]. Existují modifikace Marshall-Palmerovy aproximace spekter kapek pro 4 základní typy dešťů, tedy pro trvalý déšť, bouři, přeháňku a mrholení. Přesnější aproximací spektra kapek je tříparametrový model Gamma N(D) = No Dµe−λD, který na rozdíl od exponenciálního modelu již nenadhodnocuje počet velmi malých kapek. Přístroj měřící spektrum kapek se nazývá distrometr, např. videodistrometr, elektromechanický (piezoelektrický) „Jossův-Waldvogelův“ distrometr, laserový (optický) distrometr atd.

## Význam deště

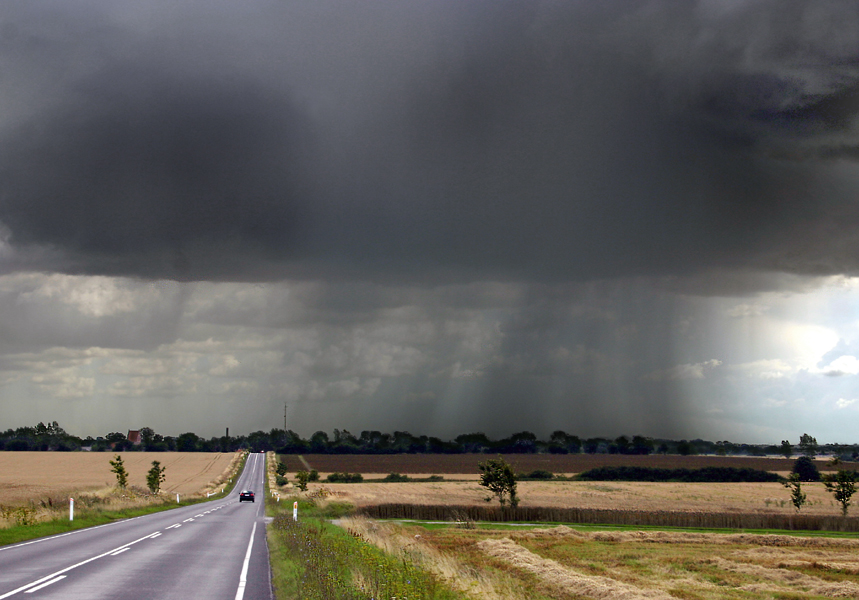
Srážkové pruhy

### Význam v přírodě
Déšť hraje hlavní roli v hydrologickém cyklu, ve kterém je voda vypařená z oceánů přenášena nad jejich jiné části a nad pevninu, kde kondenzuje. Tak vznikají oblaky, z nichž vypadávají srážky v podobě deště. Tento cyklus uzavírají řeky, které odvádějí dešťovou vodu zpět do moří a oceánů. Také existuje menší množství vody, které se vypařuje z pevniny a které vypadává opět nad ní nebo nad oceány. Déšť obsahuje bakterie, viry a spory hub, takže u rostlin spouští obranné reakce.

### Ochrana před deštěm

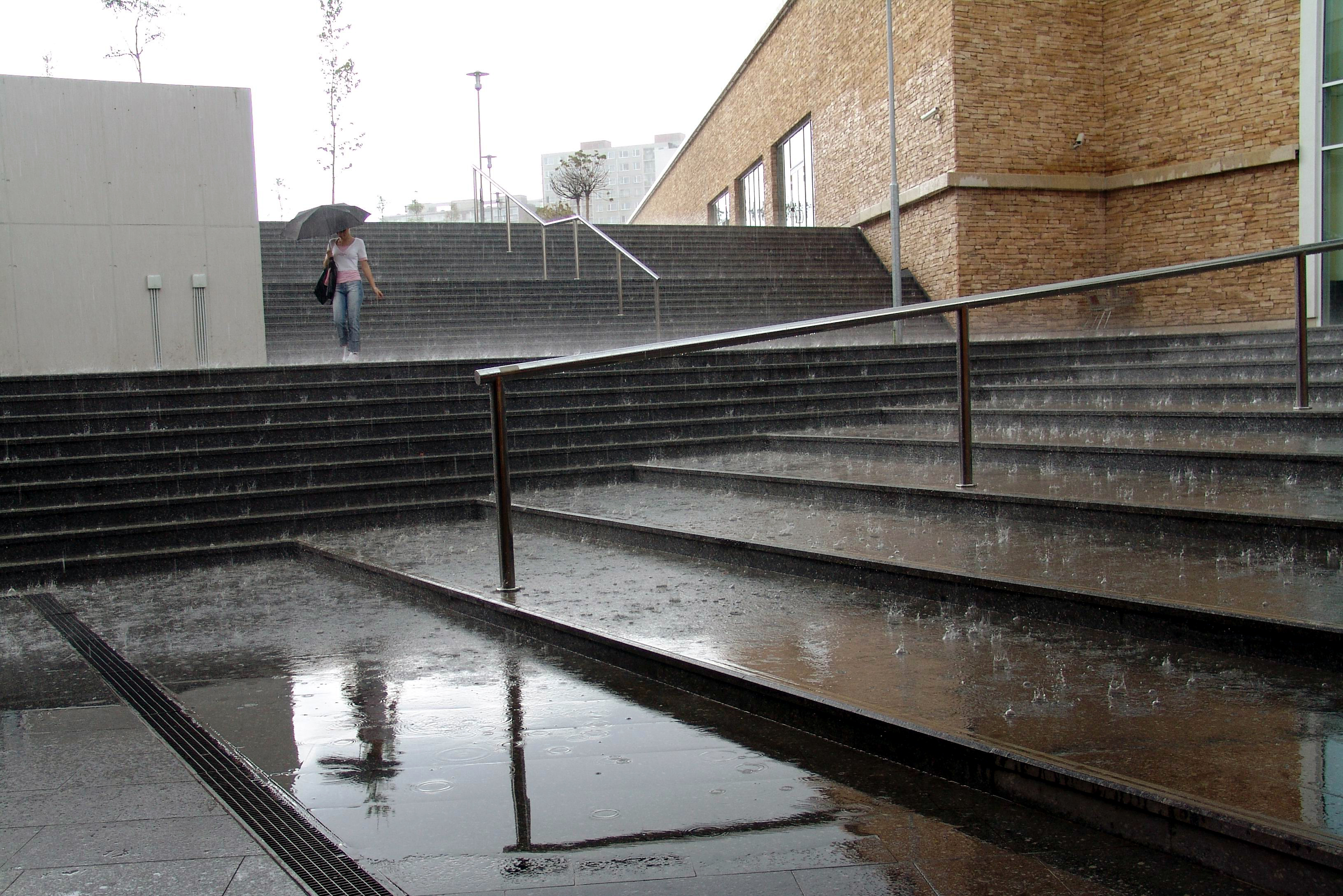
Náhlý přívalový déšť ve městě (Praha, Chodov)

Některé kultury si vytvořily proti dešti různé ochranné pomůcky: deštníky, pláštěnky, pršipláště. Ve stavitelství byly vytvořeny speciální okapové systémy (okapy, žlaby, svody, tvary střech, chrliče), které odvádějí vodu ze střech. V některých oblastech jsou naopak střechy ploché, aby na nich déšť zůstával. Vodu pak obyvatelé domu pomocí potrubí jímají do nádob. V některých oblastech lidé během deště zůstávají skryti, je to především kvůli tomu, že je déšť doprovázen bouřkami anebo se jedná o extrémní množství srážek (monzuny).
Na vozidlech a jiných dopravních prostředcích výhled skrz sklo karoserie nebo řídicí kabiny zajišťují stěrače. Na veřejných prostranstvích lze k ochraně využít různé přístřešky (zejména zastávkové), altány, podloubí, podchody, zastřešené prostory u vchodů budov atd.

### Kulturní aspekty
Kulturní postoj k dešti se v různých zemích liší. Převážně v mírných oblastech západního světa je déšť tradičně spojován se smutnými, splínovými a negativně laděnými významy a náladami.
V suchých oblastech světa, jako jsou například některá místa Indie, je déšť vítán s radostí. Stát Botswana, ležící v poušti Kalahari, má jako devizu ve státním znaku napsáno slovo „Pula“, což znamená v jazyce Setswana doslova „déšť“ (používá se ale také ve významu „požehnání“ nebo „úspěch“, například jako přátelský pozdrav). Také místní měna se nazývá botswanská pula.
Mnoho lidí cítí během deště a bezprostředně po něm charakteristickou příjemnou vůni. Zdrojem této vůně jsou oleje produkované rostlinami během období sucha, ty jsou absorbovány horninami a půdou. Za deště je pak půda uvolňuje do ovzduší.
Pro potěšení z deště existuje neologismus pluviofilie, pro člověka, ve kterém déšť tento pocit vyvolává, výraz pluviofil.
Déšť může uměle vyvolat například jodid stříbrný, ale déšť mohou bez vlivu emisí zintenzivnit i samotná letadla.